# Tommy Gorman
Thomas Patrick Gorman (Ottawa, Ontário, 9 de junho de 1886 – Ottawa, Ontário, 15 de maio de 1961) foi um dos fundadores da National Hockey League (NHL), vencedor por sete vezes da Copa Stanley, por quatro equipes, e jogador de lacrosse canadense. Gorman fez parte da equipe canadense que conquistou a medalha de ouro nos Jogos Olímpicos de Verão de 1908, em Londres.